# NGC 704/2
NGC 704/2 је галаксија у сазвежђу Андромеда која се налази на NGC листи објеката дубоког неба.
Деклинација објекта је + 36° 7' 28" а ректасцензија 1h 52m 38,0s. Привидна величина (магнитуда) објекта NGC 704 износи 14,6 а фотографска магнитуда 15,6. NGC 7042 је још познат и под ознакама CGCG 522-33, PGC 6945.